# Сальм (герой)
Салм, Сарм (перс. سلم‎) — персонаж персидского эпоса «Шахнаме». Он старший сын легендарного героя и короля Ферейдуна.

## Имя
Английский ученый Гарольд Уолтер Бейли выводит это имя от авестийского сар- (внезапно двигаться), которое также дало название западному авестийскому региону Сайрима (*салм, — *Саирми), а также связал его с персонажем персидского эпоса Шахнаме «Салмом».

## История
Считается, что имя было дано ему отцом, после того как Салм решил искать безопасности и бежать вместо того, чтобы сражаться с драконом, который напал на него и его братьев (драконом был сам Ферейдун, который замаскировался, чтобы испытать своих сыновей).
Когда Ферейдун решает разделить свое царство между сыновьями, он отдает Салму Анатолию и Запад. Салм и его брат Тур завидуют своему младшему брату Ирэджу. Они объединяют свои силы против него и в конце концов убивают молодого принца. Спустя годы внук Ираджа Манучехр мстит за смерть своего деда, убив Салма и Тура.